# Mini golf, maxi beauf
Mini golf, maxi beauf (France) ou La crise du mini-golf (Québec) (Dead Putting Society) est le 6e épisode de la saison 2 de la série télévisée d'animation Les Simpson.

## Synopsis
Flanders invite Homer à boire une bière chez lui. Homer est en colère, car il est persuadé que Flanders l'a invité pour le narguer. Ned se voit obligé de l'expulser. Pris de remords, il lui envoie une lettre pour s'excuser, mais cela fait beaucoup rire Homer. Pour se détendre, il décide d'aller avec Bart au minigolf où il rencontre les Flanders. En voyant une affiche pour un tournoi, Homer décide d'inscrire Bart pour qu'il batte Todd au tournoi. Homer et Ned s'engagent dans un pari, le père du "fils qui ne gagnera pas" devra tondre la pelouse de son voisin avec une des robes de sa femme. Lisa entraîne Bart qui devient rapidement un bon golfeur. La finale entre Todd et Bart est très serrée et finissent par trancher par un match nul, au grand dam d'Homer et Ned qui doivent chacun tondre la pelouse en robe car "aucun de nos fils ont gagné".